# Tahkovaara
Tahkovaara är en kulle i Finland. Den ligger i Salla i landskapet Lappland, i den norra delen av landet, 700 km norr om huvudstaden Helsingfors. Toppen på Tahkovaara är 342 meter över havet, eller 63 meter över den omgivande terrängen. Bredden vid basen är 3,1 km.
Terrängen runt Tahkovaara är huvudsakligen platt.  Trakten runt Tahkovaara är nära nog obefolkad, med mindre än två invånare per kvadratkilometer.